# Albtalplatten und Herrenalber Berge
Albtalplatten und Herrenalber Berge ist ein Landschaftsschutzgebiet in den Landkreisen Karlsruhe, Rastatt, Calw und Enzkreis in Baden-Württemberg.

## Lage und Beschreibung
Das rund 7.258 Hektar große Landschaftsschutzgebiet entstand durch Verordnung des Regierungspräsidiums Karlsruhe über das Naturschutzgebiet Albtal und Seitentäler und das Landschaftsschutzgebiet Albtalplatten und Herrenalber Berge vom 1. Juni 1994. Gleichzeitig traten für den Geltungsbereich dieser Verordnung alle älteren Verordnungen über Landschaftsschutzgebiete und flächenhafte Naturdenkmale außer Kraft.
Das Schutzgebiet liegt zwischen Ettlingen und Bad Herrenalb. Es besteht aus mehreren Teilgebieten und erstreckt sich über vier Landkreise und acht Städte und Gemeinden.
- 2.15.060 Landkreis Karlsruhe – 4712,2 Hektar – Ettlingen, Malsch, Marxzell und Karlsbad
- 2.16.029 Landkreis Rastatt – 588,4 Hektar – Gaggenau
- 2.35.052 Landkreis Calw – 1213,2 Hektar – Dobel und Bad Herrenalb
- 2.36.044 Enzkreis – 744,1 Hektar – Straubenhardt

Es gehört zu den Naturräumen 150-Schwarzwald-Randplatten, 151-Grindenschwarzwald und Enzhöhen und 152-Nördlicher Talschwarzwald innerhalb der naturräumlichen Haupteinheit 15-Schwarzwald. Mehrere Landschaftsschutzgebiete schließen sich an. Teile des Schutzgebiets liegen im FFH-Gebiet Nr. 7116-341 Albtal mit Seitentälern.
Die Naturschutzgebiete 2178-Albtal und Seitentäler, 2213-Mistwiesen und 2241-Pfinzquellen liegen mitten im Landschaftsschutzgebiet bzw. grenzen direkt an.

## Schutzzweck
Wesentlicher Schutzzweck ist lauf Schutzgebietsverordnung die Erhaltung
- der naturräumlichen Vielfalt der Landschaft bestehend aus Streuobst- und Wirtschaftswiesen, Solitärgehölzen, Hecken und unterschiedlich strukturierten Wäldern;

- auch nutzungsbedingter Vielfalt realer Waldgesellschaften sowie die Förderung von Alt- und Totholzanteilen;

- offener Landschaftsbereiche, vornehmlich der Rodungsinseln;

- und Entwicklung der Erholungsnutzung in den verschiedenen Landschaftsbereichen (Wald, Flur), die insbesondere für den Großraum Karlsruhe von großer Bedeutung ist.

Schutzzweck ist außerdem die Schaffung einer Pufferzone und gleichzeitig eines Vernetzungsbereiches für die Naturschutzgebiete.